# Pelmatellus vexator
Pelmatellus vexator är en skalbaggsart som beskrevs av Bates. Pelmatellus vexator ingår i släktet Pelmatellus och familjen jordlöpare. Inga underarter finns listade i Catalogue of Life.